# Krivi Del
Krivi Del (cyr. Криви Дел) – wieś w Serbii, w okręgu jablanickim, w gminie Crna Trava. W 2011 roku liczyła 126 mieszkańców.